# ديه سنكلير
ديه سنكلير (بالإنجليزية: Des Sinclair)‏ هو لاعب اتحاد الرغبي جنوب أفريقي، ولد في 14 يوليو 1927 في جوهانسبرغ في جنوب أفريقيا، وتوفي بنفس المكان في 29 أبريل 1996.